# Blerichen
Blerichen is een plaats in het zuidoosten van de Duitse gemeente Bedburg, deelstaat Noordrijn-Westfalen, en telt 2.646 inwoners (30 juni 2021). Het dorp ligt aan de rivier de Erft en niet ver van de bruinkoolgroeve Bergheim ( zie: Rijnlands bruinkoolgebied).
De Spoorlijn Neuss- Horrem loopt dwars door het dorp Blerichen, maar de trein stopt er niet. Het dichtstbij gelegen station aan deze lijn is station Bedburg (Erft). Dit station is vanuit Blerichen met de stadsbus van Bedburg bereikbaar.
Het dorp wordt in een document uit 997 van de Abdij van Echternach voor het eerst vermeld, maar bestond toen vermoedelijk reeds eeuwen. In de middeleeuwen vormden Kerpen en het daartoe behorende Blatzheim samen met Kirdorf en Blerichen een Kuurkeulse exclave te midden van gebied dat aan het Graafschap en latere Hertogdom Gulik toebehoorde. Deze ligging bewerkte, dat de streek rond deze plaatsen in de godsdienstoorlogen van de 16e en 17e eeuw regelmatig toneel van krijgshandelingen en de daarmee samenhangende ellende was.